# قاقم دورنگ اروپایی
قاقم دورنگ اروپایی (نام علمی: Mustela putorius)، همچنین به عنوان پولکت معمولی، سیاه یا قطعه جنگلی، فرت اروپایی، یا سرپوش وحشی، شناخته می‌شود، گوشتخوار کوچکی از سرده راسوها است. این جانور بومی اروپا و شمال آفریقاست و جد مستقیم راسوی اهلی محسوب می‌شود. این جانور از جوندگان کوچک، پرندگان، دوزیستان و خزندگان تغذیه می‌کند.
قاقم‌های دورنگ اروپایی خیلی کمتر از راسوسانان دیگر قلمروطلب هستند و مثل خویشاوندان دیگر خود چندهمسرند. آنها معمولاً در اوایل تابستان زایمان می‌کنند و تعداد توله‌هایشان بین پنج تا ده است که در دو یا سه ماهگی مستقل می‌شوند. قاقم دورنگ دشتی و راسوی پاسیاه نزدیکترین خویشاوندان این جانور هستند.
این جانور بیش از دو هزار سال است که اهلی شده است و نوع اهلی آن راسوی اهلی نامیده می‌شود. نخستین اشاره‌ها به راسوهای اهلی در آثار آریستوفان (۴۵۰ ق. م) و ارسطو (۳۵۰ ق. م) آمده است. نویسندگان یونانی و رومی قرن اول میلادی به استفاده از راسو برای بیرون کشیدن خرگوش از لانه‌اش و شکار آنها اشاره کرده‌اند. به نظر می‌رسد نخستین اهلی‌سازی این جانور در شبه‌جزیره ایبری و شمال آفریقا انجام شده باشد.
اندازه این جانور بسیار متغیر است. نرها حدود ۳۵ تا ۴۶ سانتمتر و ماده‌ها ۲۹ تا ۳۹ سانتیمتر طول دارند. طول دم در نرها ۱۱ تا ۱۷ و در ماده‌ها ۸ تا ۱۵ سانتیمتر است. نرهای بالغ در اروپای مرکزی به وزن ۱ تا ۱ و نیم کیلو و ماده‌ها به وزن ۶۵۰ تا ۸۱۵ گرم می‌رساند. قاقم‌های عظیم‌الجثه‌ای هم دیده شده‌اند که به احتمال زیاد دورگه قاقم و مینک هستند.

## تغذیه

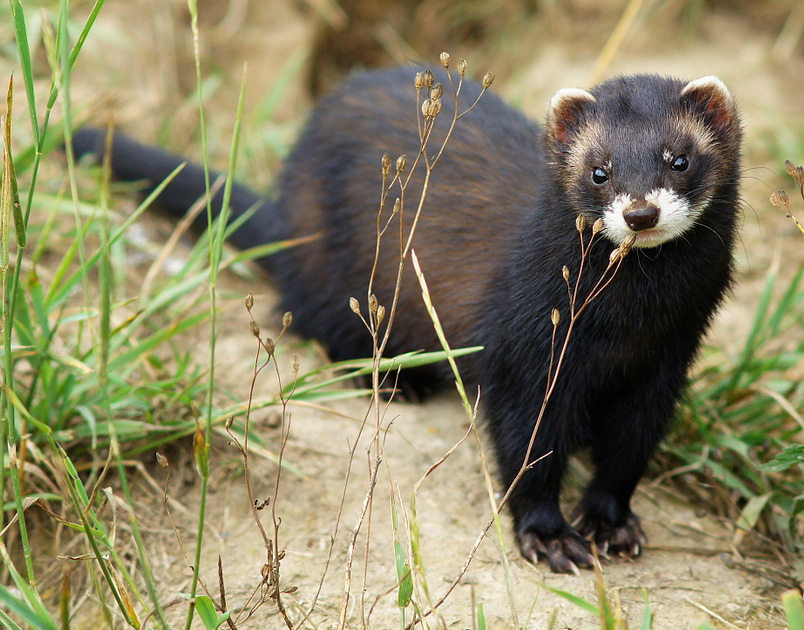
در مرکز حیات وحش بریتانیا، نیوچپل، قاقم ماده در محوطه اش دیده می شود

شکار اصلی این جانور جوندگان کوچک و در مرتبه بعدی دوزیستان و پرندگان هستند. در شوروی سابق وُل معمولی (موش علفزار) مهم‌ترین طعمه این جانور به‌شمار می‌رود. در زمین‌های سیلابی کنار رودخانه‌های بزرگ وُل آبی شکار اصلی آن‌هاست و در زمستان و بهار دوزیستان (به ویژه قورباغه‌های علفی و وزغ‌های سبز اهمیت دوچندانی در رژیم غذایی ایشان پیدا می‌کنند. البته با توجه به انرژی کم دوزیستان هرچقدر هم قاقم‌ها آنها را شکار کنند چاق نمی‌شوند.
انواع پرندگان کوچک مثل کبوتر، بلدرچین، کبک، باقرقره و همین‌طور جوجه‌ها از دیگر طعمه‌های این راسوها هستند. جوجه‌تیغی، افعی‌ها، مارهای علفزار و حشرات نیز از شکارهایی هستند که به ندرت طعمه قاقم‌ها می‌شوند. در بریتانیا موش صحرایی قهوه‌ای و خرگوش اروپایی هم از شکارهای معمول این جانور است. آن‌ها بر شکار جانوران بزرگ‌تری چون خرگوش صحرایی و غاز نیز توانمند هستند. یک قاقم هم دیده شده بود که مرتب به کنار رودخانه رفته و با مهارت مارماهی صید کرده و آنها را در لانه‌اش ذخیره می‌کرد. قاقم‌های دورنگ اروپایی برخلاف قاقم و راسوی کوچک لاشه‌خواری هم می‌کند. در زمستان که عذا پیدا نکنند ممکن است به کندوها هم حمله کرده تا عسل بخورند.
قاقم‌های دورنگ اروپایی اگر از بچگی در کنار انسان بزرگ شوند به خوبی رام می‌شوند و در مقایسه با راسوی اهلی مهارت بیشتری در شکار جوندگان و خرگوش‌ها دارند اما رام کردن نمونه‌های بالغ آن‌ها بسیار سخت است. بچه‌های قاقم‌ها را گربه‌های ماده به فرزندی پذیرفته و شیر می‌دهند.